# Evelina Borea
Evelina Borea (Ferrara, 22 settembre 1931) è una storica dell'arte italiana.

## Biografia
Si è laureata in Storia dell'Arte all'Università di Firenze nel 1958 sotto la guida di Roberto Longhi. Accademica di San Luca dal 2000, ha ricoperto le cariche più importanti nelle soprintendenze, organizzando rilevanti mostre. È autrice di studi sul Domenichino e sulla pittura italiana del Seicento. Per la diffusa collana I maestri del colore di Fabbri Editori ha curato i volumi su Rosso Fiorentino (1965), Francesco Mochi (1966), Caravaggio e i caravaggeschi (1966), La diffusione del naturalismo in Europa (1966), Domenichino (1966), Annibale Carracci (1978; su di lui, come per altri, ha fatto una attenta attribuzione di alcune opere originali). Nel 1976 per l'editore Einaudi ha curato l'edizione annotata delle Vite de' pittori, scultori e architetti moderni di Giovanni Pietro Bellori, su cui ha poi continuato gli studi sulla storia delle riproduzioni pittoriche. Nel 2009 presso le edizioni della Scuola Normale Superiore di Pisa ha pubblicato in quattro volumi Lo specchio dell'arte italiana: stampe in cinque secoli.

## Cataloghi di mostre
- 1970 Caravaggio e caravaggeschi nelle Gallerie di Firenze
- 1975 Pittori bolognesi del Seicento nelle Gallerie di Firenze
- 1977 La quadreria di Don Lorenzo de Medici (curatela, con A. Petrioli Tofani e K. Langedijk)
- 1980 "Stampe da modelli fiorentini del ‘500" in Firenze e la Toscana dei Medici nell'Europa del Cinquecento. Il primato del disegno a cura di L. Berti, pp. 227–234 e schede pp. 236–286
- 1986 "Il volto di Annibale Carracci nelle stampe" in Annibale Carracci e i suoi incisori (curatela con G. Mariani), pp. XV-XXIX e appendice pp. 307–328
- 1986 Tevere. Un'antica via per il Mediterraneo (curatela con O. Ferrari)
- 1987 "Ragioni della mostra" e "Appunto sulla fortuna delle xilografie antiche" in Xilografie italiane del '400 da Ravenna e da altri luoghi (curatela con F. Bellini) pp. 13-15 e pp. 17-22
- 1991 "Michelangelo e le stampe del suo tempo" in La Sistina riprodotta. Gli affreschi di Michelangelo dalle stampe del Cinquecento alle campagne fotografiche Anderson a cura di A. Moltedo, pp. 17-30
- 2000 Schede 12): "Jean Fabre" in Intorno a Poussin. Ideale classico e epopea barocca tra Parigi e Roma a cura di O. Bonfait e J.C. Boyer, pp. 96-99
- 2000 L'Idea del Bello. Viaggio per Roma nel '600 con Giovan Pietro Bellori (curatela con C. Gasparri). Introduzione e "Bellori e la documentazione figurativa fra l'antico il moderno e il contemporaneo" I, pp. XIX-XXV e pp. 141–160
- 2005 "Gian Domenico Cerrini, pittore solitario" in Gian Domenico Cerrini. Il Cavalier Perugino tra classicismo e barocco, a cura di F.F. Mancini, pp. 51–58 e schede pp. 150–169
- 2009 "Stampe dal Cinquecento all'Ottocento derivate da Barocci" in Federico Barocci, 1535-1612, a cura di A. Giannotti e C. Pizzorusso, pp. 82–91

## Studi

### Edizioni critiche
- 1976 Giovanni Pietro Bellori, “Le vite de' pittori, scultori et architetti moderni” (1672)
- 2013 Filippo Baldinucci, “Cominciamento e progresso dell'arte dell'intagliare in rame colle vite di molti de' più eccellenti maestri della stessa professione” (1686)

### Saggi
- 1959 Domenichino a Fano in “Arte Antica e Moderna” n. 8, pp. 420–427
- 1960 Aspetti del Domenichino paesista in “Paragone” n. 6, pp. 8–16
- 1961 Vicenda di Polidoro da Caravaggio in “Arte Antica e Moderna” n. 13-16, pp. 211–227
- 1962 Grazia e furia in Marco Pino in “Paragone” n. 7, pp. 24–52
- 1963 Due momenti del Domenichino paesista. Le “Mitologie” di Palazzo Farnese e della Villa Aldobrandini in “Paragone” n. 14, pp. 22–33
- 1975 Dipinti alla Petraia per Don Lorenzo de Medici: Stefano della Bella, Vincenzo Mannozzi, il Volterrano, i Dandini e altri in “Prospettiva” n. 2, pp. 24–39
- 1977 Farelli e Fardella: questioni relative a due pittori meridionali in Toscana in Scritti di storia dell'arte in onore di Ugo Procacci II, pp. 554–566
- 1979 Stampa figurativa e pubblico dalle origini all'affermazione nel '500 in Storia dell'arte italiana, parte prima. Materiali e problemi II. L'artista e il suo pubblico a cura di G. Previtali, pp. 319-413
- 1988 Annibale Carracci e i suoi incisori in Les Carrache et les decors profanes - Atti del colloquio (Roma 1986), pp. 521-555
- 1989 Vasari e le stampe in “Prospettiva” n. 57-60, pp. 18-38
- 1991 Le stampe che imitano i disegni in “Bollettino d'arte” n. 67, pp. 87-122
- 1992 Giovanni Pietro Bellori e la “Comodità delle stampe” in Documentary Culture. Florence and Rome from Grand-Duke Ferdinand I to Pope Alexander VII – Atti del colloquio (Firenze 1990) a cura di E. Cropper, G. Perini, F. Solinas, pp. 263-285
- 1993 Le stampe dai primitivi e l'avvento della storiografia illustrata in “Prospettiva” n. 69, pp. 28-40; n. 70, pp. 50-74
- 1994 Per la fortuna dei primitivi: la Istoria pratica di Stefano Mulinari e la Venezia pittrice di Gian Maria Sasso in Hommage à Michel Laclotte a cura di P. Rosenberg, pp. 503-521
- 2001 Caylus e l'arte italiana in Mélanges en hommage à Pierre Rosenberg a cura di A. Ottani Cavina, pp. 103-113
- 2001 L'incisione a Bologna nel '700: questioni, difficoltà, successi in L'intelligenza della passione. Scritti per Andrea Emiliani a cura di M. Scolaro, F.P. Di Teodoro, pp. 85-101
- 2002 Per i primi cataloghi figurati nelle raccolte d'arte del '700 in Il segno che dipinge a cura di C. Bon Valsassina, pp. 75-96
- 2009 Lo specchio dell'arte italiana: stampe in cinque secoli